# Te’aszur
Te’aszur (hebr. תאשור; oficjalna pisownia w ang. Ta'ashur) – moszaw położony w Samorządzie Regionu Bene Szimon, w Dystrykcie Południowym, w Izraelu.
Leży w północnej części pustyni Negew.

## Historia
Moszaw został założony w 1953 przez imigrantów z Maroka.

## Gospodarka
Gospodarka moszawu opiera się na intensywnym rolnictwie.